# لئو روستن
لئو روستن (انگلیسی: Leo Rosten; ۱۱ آوریل ۱۹۰۸ – ۱۹ فوریهٔ ۱۹۹۷) یک فرهنگ‌نویس، زبان‌شناس، رمان‌نویس، نویسنده و فیلم‌نامه‌نویس اهل ایالات متحده آمریکا بود.
وی نویسنده فیلم‌هایی همچون دو دینامیت بوده است.